# Back to the Future Part II & III
Back to the Future Part II & III är ett NES-spel baserat på andra och tredje filmen i Tillbaka till framtiden-trilogin. Spelet producerades av  Beam Software och disturberades av LJN.

### Fotnoter
1. ↑  ”Back to the Future II & III”. NES DB. Arkiverad från originalet den 14 juli 2014. https://web.archive.org/web/20140714205011/http://www.nesdb.se/game_more.php?id=106&rid=1. Läst 10 juni 2014.